# Raiffeisenbank Südl. Bayerischer Wald
Die Raiffeisenbank Südl. Bayerischer Wald eG mit Sitz in Hauzenberg war eine Genossenschaftsbank in Bayern. Ihr Geschäftsgebiet lag im Landkreis Passau.

## Geschäftsgebiet
Neben der Hauptstelle in Hauzenberg verfügte die Bank über Geschäftsstellen in Salzweg, Untergriesbach, Thyrnau, Grubweg, Kellberg, Sonnen, Germannsdorf, Straßkirchen, Haag, Obernzell, Oberdiendorf und Schaibing. 

## Geschichte
Das Institut wurde am 3. März 1895 gegründet. 1992 fusionierten die Raiffeisenbanken Hauzenberg-Sonnen und Untergriesbach-Obernzell zur Raiffeisenbank i. Südl. Bayerischen Wald eG. Im Jahre 2016 fusionierten die Raiffeisenbanken i. Südl. Bayerischen Wald eG und die Raiffeisenbank Salzweg-Thyrnau eG zur Raiffeisenbank Südl. Bayerischer Wald eG.
Im Jahr 2021 wurde die Raiffeisenbank Südl. Bayerischer Wald eG auf die VR-Bank Passau eG verschmolzen.

## Organisationsstruktur
Rechtsgrundlagen waren das Genossenschaftsgesetz und die durch den Aufsichtsrat erlassene Satzung. Organe der Volksbank waren der Vorstand und der Aufsichtsrat.

## Warengeschäft
Im Jahr 2013 entstand aus den ehemaligen Lagerhäusern Hauzenberg und Untergriesbach ein neu errichtetes Agrarzentrum in Jahrdorf, in dem als Erweiterung der Produktpalette ein Shop für Outdoor- und Arbeitsschutzkleidung der österreichischen Firma Pfanner eingerichtet wurde.